# 博比尼-巴勃羅·畢卡索站
博比尼-巴勃羅·畢卡索(省府總部)站（法語：Bobigny – Pablo Picasso）是巴黎地鐵的一個車站，也是巴黎地鐵5號線站東端的起點車站，同時也是巴黎路面電車1號線的車站。車站名稱是紀念西班牙藝術家巴勃羅·畢卡索。

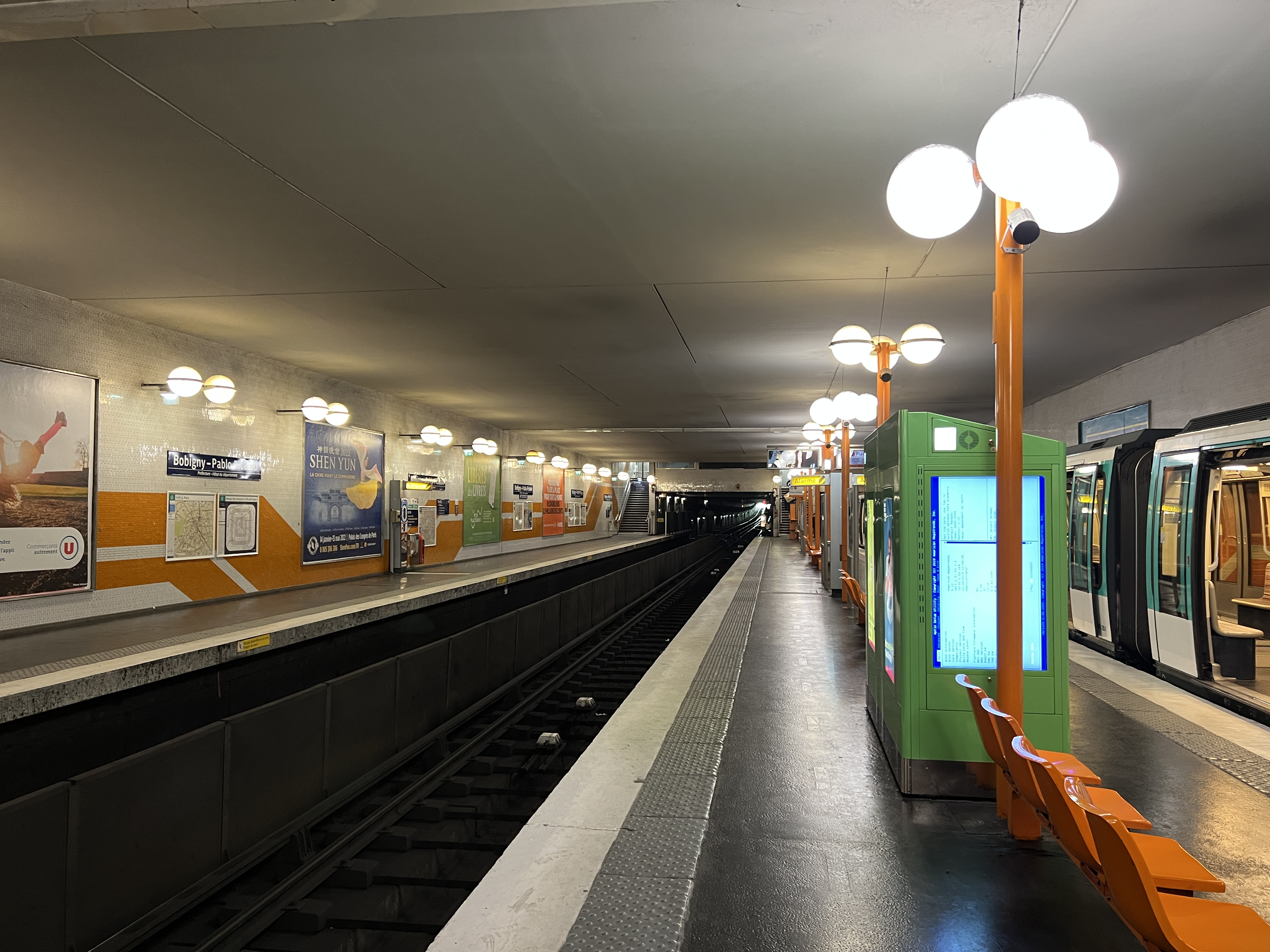
月台 (2022年4月)

## 結構
| 街道  |                       |                                       |
| B1    | 夾層                  |                                       |
| 5號線 | 南行                  | 往意大利廣場（博比尼-龐丹-雷蒙·克諾） |
| 5號線 | 島式月台，左/右側開門 |                                       |
| 5號線 | 南行                  | 往意大利廣場（博比尼-龐丹-雷蒙·克諾） |
| 5號線 | 北行                  | 只限落客                              |
| 5號線 | 側式月台，右側開門    |                                       |